# Фиалка Ривинуса
Фиа́лка Ривинуса (лат. Viola riviniana) — многолетнее травянистое растение рода Фиалка семейства Фиалковые.

## Морфологическое описание

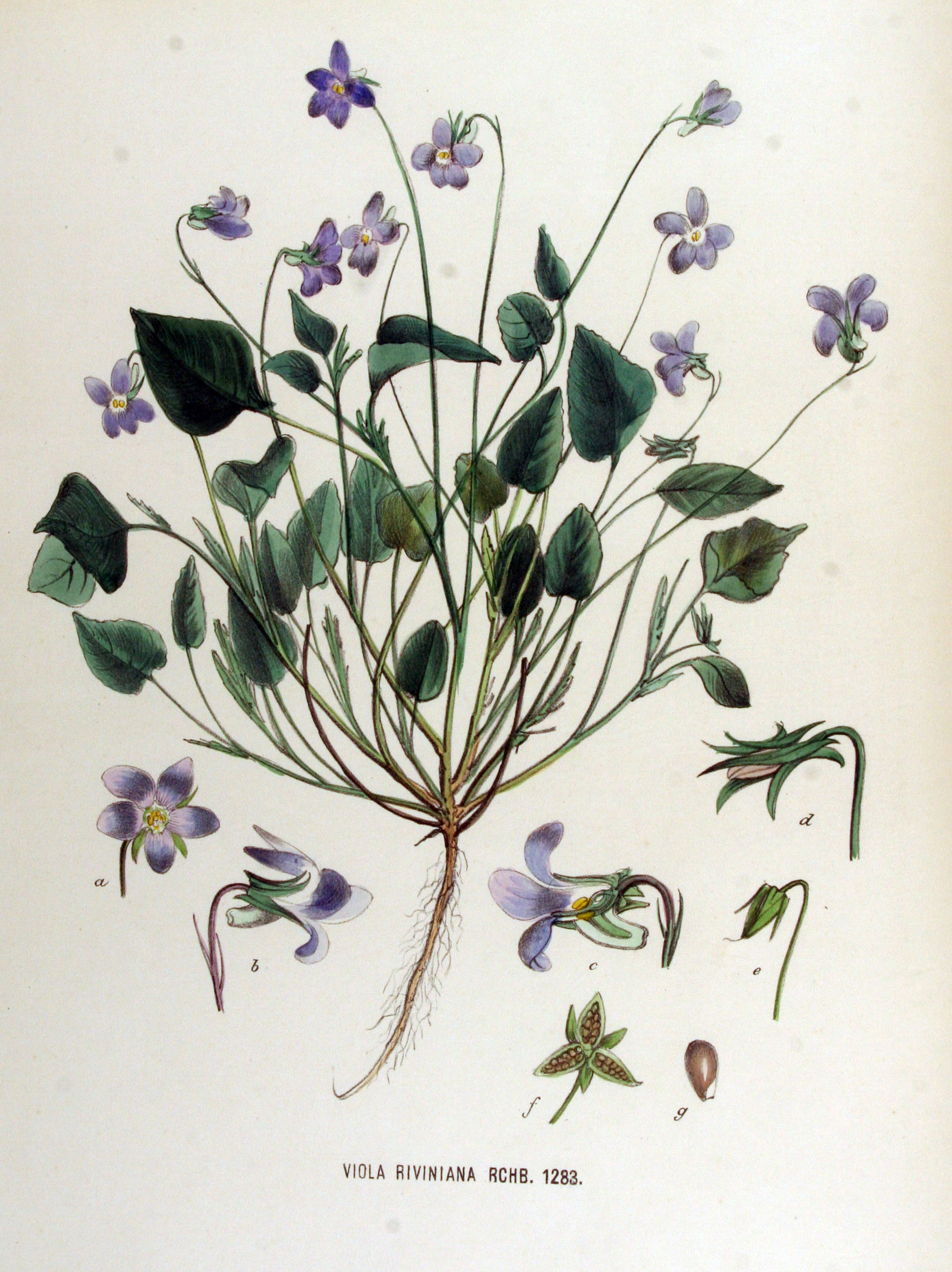

Многолетник высотой 5—15 см с коротким, ползучим корневищем.
Стебель прямостоячий либо восходящий, разветвлённый у основания.
Листья прикорневые — длинночерешковые, яйцевидные, тупые, городчатые; верхние — короткочерешковые, меньшего размера. Прилистники ланцетные, длиннобахромчатые.
Цветки обоеполые, симметричные, на длинных цветоножках. Чашелистики широколанцетные, с большими, сердцевидными придатками. Лепестки венчика светло-лиловые, в середине белые, широкообратнояйцевидные, с тупым белым шпорцем.
Цветёт в апреле-июне.
Плод — трёхстворчатая коробочка.

## Географическое распространение
Распространена в Европе, Северной Африке и на западе Азии в областях средиземноморского, умеренного и морского климата. Светлолюбива. Растёт на сухих, богатых минеральными веществами почвах: на травянистых полянах, лугах, среди кустарников, по опушкам светлых лесов.

## Синонимы
Синонимы Viola riviniana:
- Viola broussonetiana Schult.
- Viola cordata Willd.
- Viola guffroyi Rouy
- Viola nemorosa (Neuman, Wahlst. & Murb.) G.H.Loos
- Viola puberula Lange

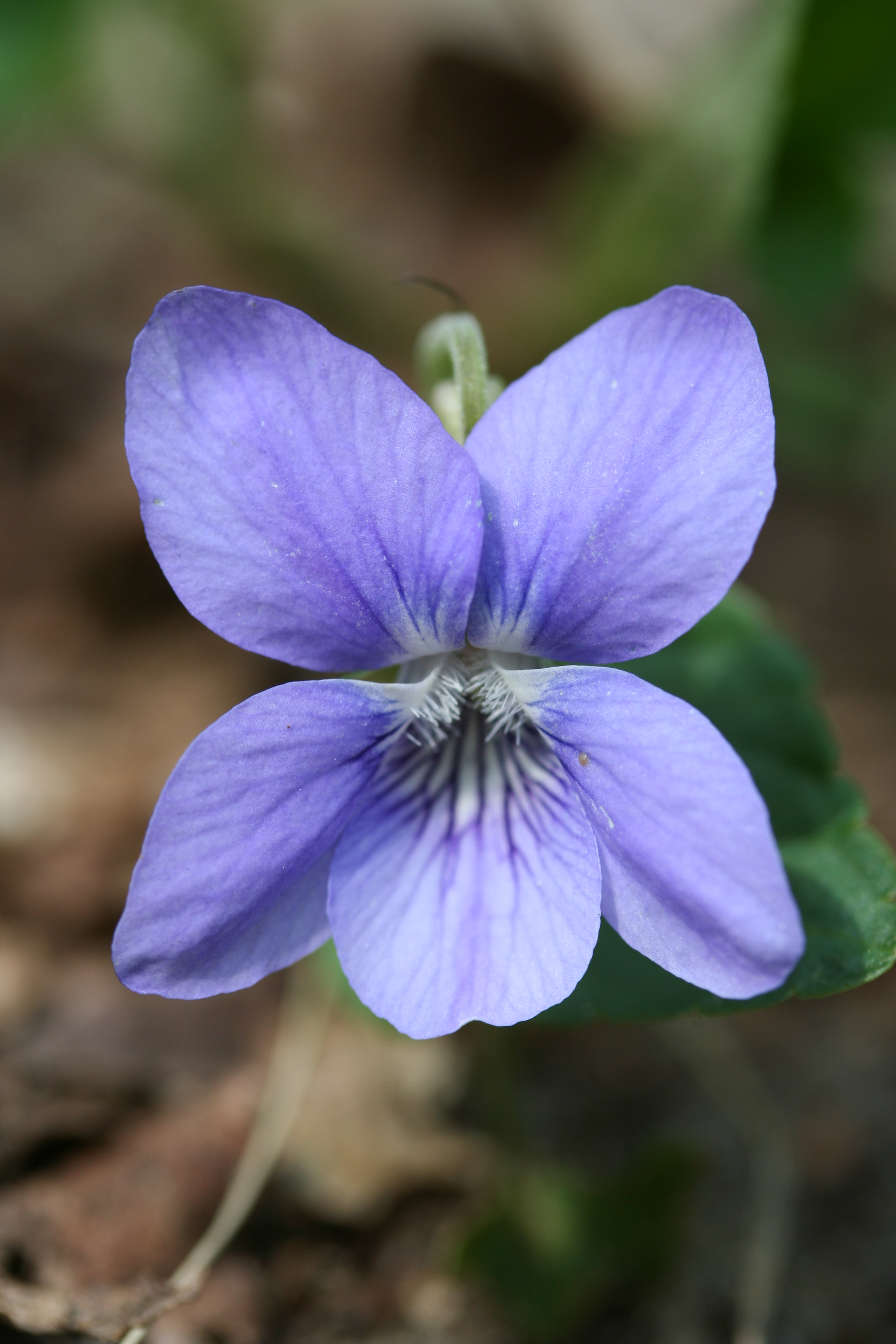
Цветок фиалки Ривинуса

- Viola riviniana f. prolifera Valentine
- Viola riviniana f. sobolifera Valentine
- Viola riviniana var. leucocentra Pinkw.
- Viola riviniana var. nemorosa Neuman, Wahlst. & Murb.
- Viola silana Merino
- Viola silvatica var. adunca Kurtz
- Viola subsessilifolia  Lázaro Ibiza